# Liquid Sound
Liquid Sound est une méthode de reproduction sonore subaquatique de musique ou de sonorités méditatives dans les piscines, mêlée à des effets de lumière. Il s'agit également d'une marque officielle appartenant à son inventeur Micky Remann, écrivain et musicien vivant à Francfort-sur-le-Main.

## Micky Remann
Micky Remann (né en 1951 à Löhne-Menninghüffen) a étudié la littérature allemande et obtenu sa maîtrise avec un mémoire sur Paul Scheerbart. Au début des années 1980, il se met « en route hors d'Europe pour une longue période en tant que musicien, écrivain et « voyageur du monde » ». Outre des articles dans Pflasterstrand et Kursbuch, il publie les livres Der Globaltrottel, Solarperlexus et Ozeandertaler. Pendant de nombreuses années, Remann a été la voix allemande du magicien David Copperfield lors de ses spectacles. Désormais, il est actif en tant que représentant du nouvel art et commissaire d'événements et de projets tels que les concerts subaquatiques et le Apoldaer Weltglockengeläut (« Sons des cloches du monde à Apolda » en français). Depuis 2004, Remann est professeur d'art médiatique et de conception de médias à l'université Bauhaus de Weimar.

## Histoire
Remann réalise ses premières expériences avec la technologie du son et de la lumière en 1986 lors du 1. Frankfurter Unterwasserkonzer (« Concert subaquatique de Francfort ») dans ce qui était à l'époque la piscine couverte municipale centrale (désormais, la Wave de l'hôtel Hilton de Francfort), dans le cadre d'une performance artistique. L'organisateur était Dieter Buroch, et les musiciens impliqués étaient entre autres Alfred Harth. Ce concert subaquatique a valu à Remann une entrée dans le Livre Guinness des records.
En 2000, Liquid Sound devient l'un des projets mondiaux inscrits à l'Expo 2000 de Hanovre.

## Usage
Liquid Sound, un système multimédia contrôlé par ordinateur utilisant la lumière au-dessus de l'eau et le son sous l'eau, est introduit pour la première fois au début des années 1990 dans quelques installations flottantes en Allemagne et en Autriche.
Dans la station thermale de Bad Sulza, en Thuringe, Remann perfectionne son savoir-faire conceptuel et technique. La première installation fixe de Liquid Sound est inaugurée le 9 novembre 1993 dans le bassin thérapeutique du centre clinique de Bad Sulza, et a servi de base à toutes les installations futures.
Le nom n'est cependant connu qu'après 1993, grâce à une publicité et un marketing intensifs dans les trois Toscana Hot Springs de Bad Sulza, Bad Schandau et Bad Orb ; il existe des installations similaires à Bad Nauheim et Berlin. Depuis lors, de nombreux hôtels de bien-être en Allemagne, en Autriche, dans le Tyrol du Sud et sur la Costa del Sol en Espagne proposent des piscines de Liquid Sound de tailles et de formes diverses.
Muets et immobiles, les baigneurs sont allongés dans un bassin d'eau salée chaude et concentrée, regardant une coupole avec des jeux de lumière alternés et écoutant de la musique subaquatique de différents styles tels que le classique et le jazz ; d'autres expériences sonores ont été ajoutées avec des musiciens et DJ appartenant à ce que l'on appelle les Liquid Sound Clubs près de Remann. Des concerts sont également organisés à certaines dates, notamment les nuits de pleine lune.
Pour Liquid Sound, par exemple, un ensemble stéréo spécial est nécessaire car on entend différemment sous l'eau et dans l'air : il est impossible d'entendre d'où viennent les sons. En effet, les ondes sonores traversent l'eau environ cinq fois plus vite que l'air. En raison de sa vitesse plus élevée, le son semble provenir de partout.
Liquid Sound combine les connaissances de la médecine moderne : techniques de relaxation, technologie de l'esprit, balnéothérapie, avec l'art (musique et architecture), et le bain (bains à remous, bains de vapeur, saunas, inhalation, salons de bronzage, restaurants, etc.).
Cependant, aucun bénéfice thérapeutique n'a encore été prouvé.